# Modou Kéba Cissé
Modou Kéba Cissé (* 4. August 2005) ist ein senegalesischer Fußballspieler.

## Karriere
Cissé begann seine Karriere in der Be Sport Academy. Im Februar 2024 wechselte er nach Spanien in die Jugend von Real Ávila CF. Zur Saison 2024/25 wechselte er nach Österreich zu den Amateuren des Bundesligisten LASK. Im September 2024 gab er gegen die Union Mauer im ÖFB-Cup sein Debüt für die Profis der Linzer.
Im Februar 2025 debütierte Cissé dann auch in der Bundesliga, als er am 19. Spieltag jener Saison gegen den SK Rapid Wien in der Startelf stand. Bis zum Ende der Saison 2024/25 kam er zu zehn Bundesligaeinsätzen. Im Juli 2025 verpflichtete ihn der englische Erstligist Aston Villa für die Saison 2026/27.